# Nokia 6150

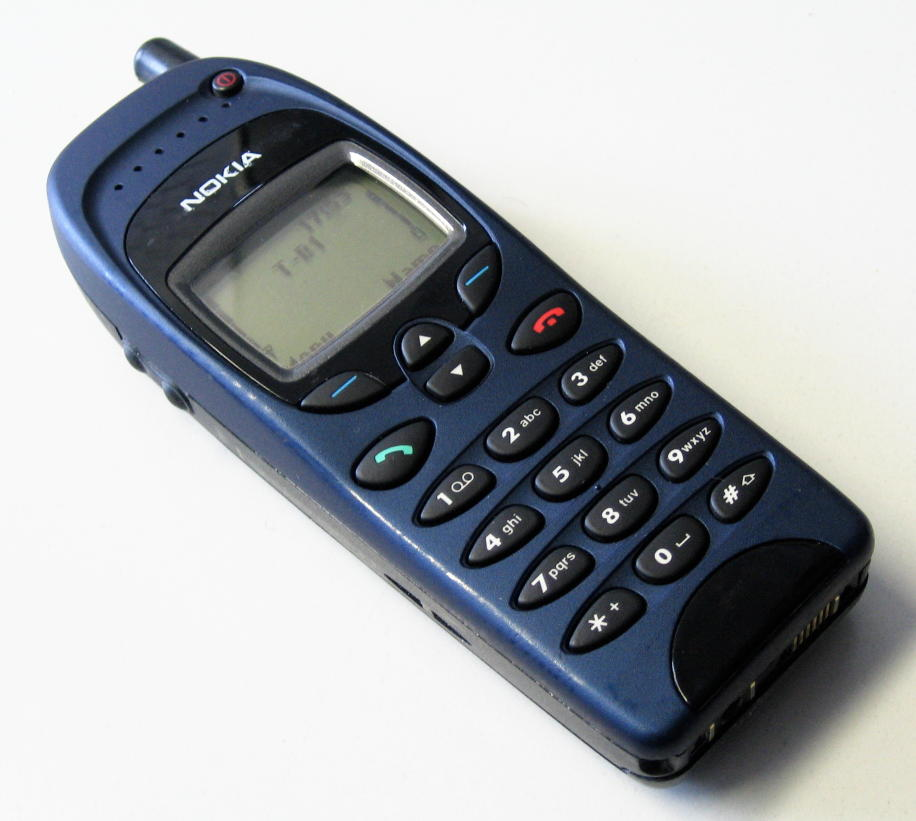
Nokia 6150 blau

Das Nokia 6150 ist ein 1998 erschienenes Mobiltelefon von Nokia, das als Referenz unter den Business-Handys galt. Es war als erstes Nokia-Gerät Dualband-fähig (GSM 900/DCS 1800), unterstützte allerdings noch nicht E-GSM, besaß eine Infrarotschnittstelle, eingebaute Spiele, Speicher für optionale Klingeltöne, einen eingebauten Speicher für Telefonnummern. Der Lithium-Ionen-Akku erlaubte eine Bereitschaft bis zu zwei Wochen und eine Sprechzeit von knapp 6 Stunden. Über die Bild-SMS-Funktion konnten einfache Logos übertragen werden. Über ein später erhältliches Update wurde das Gerät fähig, mit T9-Texterkennung umzugehen.
Als technische Verwandte (bzw. Vorläufer) gab es das 6110 (GSM 900) und das 6130 (DCS 1800), wobei das 6150 im Design dem 6130 entspricht. Im Gegensatz zum blau-grünen Effektlack des 6110 war das 6150 im gleichen Blaumetallic gehalten wie das 6130. Später kamen weitere Farben wie z. B. Rotmetallic hinzu.
Mit dem Aufkommen der ersten WAP-Handys verlor das 6150 an Bedeutung. Das erste WAP-Handy von Nokia war das Nokia 7110.
Als direkter Nachfolger kann das Nokia 6210 bezeichnet werden.
Siehe auch: Liste der Nokia-Mobiltelefone